# Isthmus (Anatomie)
Der Begriff Isthmus (von altgriechisch ἰσθμός isthmós, deutsch ‚Landenge‘) bezeichnet in der Anatomie Engstellen von Organen.
Beispiele:
- Isthmus aortae (Engstelle der Aorta)
- Isthmus faucium (Rachenenge)
- Isthmus glandularis (schmale Gewebsbrücke der Schilddrüse des Menschen und einiger anderer Säugetiere)
- Isthmus prostatae (schmale Gewebsbrücke der Prostata)
- Isthmus tubae auditivae (Engstelle der Ohrtrompete)
- Isthmus tubae uterinae (Engstelle des Eileiters)
- Isthmus urethrae (Engstelle der Harnröhre)
- Isthmus des Legedarms
- Isthmus bei Knochenfischen (Osteichthyes) der vorderste Teil der Rumpfmuskulatur zwischen Schultergürtel und Zungenbein (Hyoid)
- Isthmus cordis (Leitungsbahn um den Trikuspidalklappen-Anulus)
- Engstelle im Ösopahgus bei Fadenwürmern mit rhabditiformem Ösophagus, siehe Fadenwürmer#Verdauungssystem